# Cshö Szonhi
Cshö Szonhi (koreaiul: 최선희; Phenjan, 1964. augusztus 10. –) Észak-Korea külügyminisztere. Korábban a külügyminiszter első helyettese volt, 2022. június 11-én nevezték ki miniszterré, ezzel ő lett az első nő a pozícióban, és egyike azon kevés észak-koreai nőknek, akik magas szintű tisztséget töltenek be.
Cshö tapasztalt tolmács, segédtiszt, kutató és külügyminisztériumi tisztviselő. Folyékonyan beszél angolul, pályafutása elején tolmácsként vett részt a hatoldalú tárgyalásokon és a Washington-Phenjan párbeszédben. Cshö végigjárta a ranglétrát a külügyminisztériumban, osztályvezetőből igazgatóhelyettes, 2016 óta pedig az észak-amerikai főosztály főigazgató-helyettese. 2018-ban rendes miniszterhelyettessé nevezték ki, észak-amerikai tárcával. A következő évben lett első miniszterhelyettes.
Cshö a beszámolók szerint rendszeres résztvevője az 1,5. és a 2. sávban zajló diplomáciának, és különösen az Észak-Korea és az Egyesült Államok közötti kapcsolatok és a nukleáris kérdések terén rendelkezik tapasztalattal. A Donald Trump és Kim Dzsongun közötti 2018-as észak-koreai-amerikai szingapúri csúcstalálkozót megelőzően Cshö által kiadott nyilatkozat vezetett ahhoz, hogy Trump elnök ideiglenesen lemondta a találkozót. Cshö "politikai bábunak" nevezte Mike Pence amerikai alelnököt, ami feldühítette Trumpot. Ettől függetlenül Cshö részt vett a csúcstalálkozón, amikor az június 12-én zajlott. A 2019-es észak-koreai-amerikai hanoi csúcstalálkozón Cshö az utolsó pillanatban tett kísérletet arra, hogy megállapodásra jusson amerikai kollégáival, de nem sikerült megállapodnia.

## Élete
Cshö Szonhi 1964. augusztus 10-én született Észak-Koreában. Ő Cshö Jongrim, Észak-Korea egykori miniszterelnökének mostohalánya, aki Kim Ir Szen alatt harcolt a japánellenes harc idején. Mostohaapja révén Cshö szoros kapcsolatban áll az uralkodó észak-koreai Kim-dinasztiával. Észak-Koreában, Kínában, Ausztriában és Máltán tanult, és folyékonyan beszél angolul.

## Pályafutása
Cshö Szonhi magas rangú diplomata, több mint egy évtizedes tapasztalattal rendelkezik a Külügyminisztériumban. Nagy tapasztalattal rendelkezik az észak-koreai nukleáris programmal kapcsolatos tárgyalások és az Egyesült Államokkal folytatott tárgyalások terén. Tolmácsként és segédként dolgozott a nukleáris tárgyalásokon, különösen Kim Gjekvan első külügyminiszter-helyettes alatt. Cshö részt vett ilyen tárgyalásokon az 1990-es években, egészen a hatoldalú tárgyalások 2009-es meghiúsulásáig, majd a 2010-es washingtoni-phenjani párbeszédig. Ebben a minőségében szolgált Bill Clinton volt amerikai elnök Phenjanba tett látogatása során is, miután Észak-Korea 2009-ben amerikai újságírókat börtönzött be, és Jimmy Carter hasonló látogatását követően. Cshö tolmácsolt Kim Dzsongun észak-koreai vezetőnek is, többek között Dennis Rodman 2013-as látogatása során, amelyet állítólag ellenzett, valamint Kim nagybátyjának, Csang Szongthek nagybátyjának. Az Egyesült Államokkal folytatott 2011-es tárgyalásokon ő volt a főtárgyalóhelyettes. A Külügyminisztériumban kutatóként is dolgozott.
Cshö régóta vallja, hogy Észak-Korea nukleáris fegyverprogramja az ország szuverenitásának egyetlen megbízható biztosítéka. Azt mondta, hogy az Egyesült Államok Japánnal és Dél-Koreával kötött katonai szövetségének felbontása előfeltétele a tárgyalásoknak, és hogy az USA kivonulásának Koreából ellenőrizhető folyamatnak kell lennie.
Cshö a külügyminisztérium észak-amerikai osztályának osztályvezetője, igazgatóhelyettese, 2016 óta pedig főigazgató-helyettese volt. Emellett a minisztérium alá tartozó Amerikai Tanulmányok Intézetének (IFAS) igazgatóhelyettese is volt. 2016 júniusában Cshö lett a főosztály igazgatója és az IFAS igazgatója. 2019-ben beválasztották a 14. Legfelsőbb Népi Gyűlésbe, ahol a 484. választási körzetet képviseli.

### Külügyminiszter-helyettes
Cshö-t 2018 február végén léptették elő külügyminiszter-helyettesi rangra, Han Szongljol helyére, és átvette az észak-amerikai portfóliót. Han továbbra is miniszterhelyettes maradt európai portfólióval. Abban az időben Kim Gjekvan első miniszterhelyettes vezetésével hét rendes miniszterhelyettes volt a minisztériumban. Az Egyesült Államokkal fenntartott kapcsolatok észak-koreai "irányítójának" nevezett Cshö portfóliójába tartozott az említett kapcsolatokért és a Kanadával fenntartott kapcsolatokért való felelősség.
Cshö kinevezését úgy értelmezték, hogy az Észak-Korea tárgyalási hajlandóságát tükrözi az Egyesült Államokkal, mivel állítólag békülékeny álláspontot képviselt a 2017-es észak-koreai válság kezdeti szakaszában. Ezért várható volt, hogy szerepet játszik majd a 2018-as észak-koreai-amerikai szingapúri csúcstalálkozót megelőző tárgyalásokon. Az előkészületek során többször is ő vezette az észak-koreai tárgyalócsoportot, amikor azok amerikai kollégáikkal találkoztak. Májusban részt vett a volt amerikai diplomatákkal folytatott 1,5-ös sávú tárgyalásokon, hogy megismerje Donald Trump amerikai elnök kormányát.

Május 24-én azonban az állami hírügynökség, a KCNA egy nyilatkozatot tett közzé Cshö nevében, amelyben bírálta Mike Pence amerikai alelnököt, "politikai bábunak" nevezve őt, amiért Észak-Koreát Líbiához és annak nukleáris fegyverprogramjához hasonlította:
|  | „Mint az amerikai ügyekben érintett személy, nem tudom elfojtani a meglepetésemet, hogy ilyen tudatlan és ostoba megjegyzések ömlenek az amerikai alelnök szájából. Ha ő az "egyetlen szuperhatalom" alelnöke, ahogy a nevében is benne van, akkor illene, hogy egy kicsit is tisztában legyen a globális ügyek jelenlegi helyzetével, és bizonyos fokig érzékelje a párbeszéd tendenciáit és az enyhülés légkörét. Több mint eléggé sejthetjük, hogy milyen politikai bamba, amikor a KNDK-t, egy atomfegyverrel rendelkező államot Líbiához próbálja hasonlítani, amely egyszerűen csak telepített néhány berendezést és babrált velük... ” |
|  | |

Úgy gondolják, hogy Cshö közvetlen kapcsolatban áll Kim Dzsongunnal, és a The Times munkatársa, Daniel Hurst szerint "nem valószínű, hogy Kim úr felhatalmazása nélkül beszélt". Cshö megjegyzései közvetlenül ahhoz vezettek, hogy Trump azonnal értesítette Észak-Koreát, hogy a 2018-ra tervezett Észak-Korea-Egyesült Államok szingapúri csúcstalálkozót lemondják. A CNN szerint "Trumpot és segítőit feldühítette a nyilatkozat, és erőteljesen akartak válaszolni ... Pence konkrét és személyes célba vétele az, ami felbosszantotta az amerikai tisztviselőket".
A csúcstalálkozót végül június 12-én rendezték meg, és Cshö jelen volt. Őt 2019 elején leváltották a munkaszintű tárgyalások vezetőjeként. A 2019-es észak-koreai-amerikai hanoi csúcstalálkozón, amely idő előtt és megállapodás nélkül ért véget, Cshö volt az utolsó személy, aki beszélt az amerikai tárgyalócsoporttal. Az utolsó pillanatban tett javaslatot arra, hogy a Njongbjon nukleáris tudományos kutatóközpont összes létesítményét le lehetne rombolni. Amikor ezután megkérték, hogy tisztázza, mit jelent ez az ajánlat, nem tudott további részleteket mondani, aminek következtében az amerikai csapat távozott.

## Fordítás
Ez a szócikk részben vagy egészben  a   Choe Son-hui című angol Wikipédia-szócikk ezen változatának fordításán alapul.  Az eredeti cikk szerkesztőit annak laptörténete sorolja fel. Ez a jelzés csupán a megfogalmazás eredetét és a szerzői jogokat jelzi, nem szolgál a cikkben szereplő információk forrásmegjelöléseként.